# Diecezja Abeokuty
Diecezja Abeokuty (łac. Diœcesis Abeokutana) – diecezja rzymskokatolicka w Nigerii, z siedzibą w Abeokucie. Powstała w 1997 z części archidiecezji Lagos.

## Główne świątynie
- Katedra: Katedra świętych Piotra i Pawła w Abeokucie

## Biskupi diecezjalni
- Alfred Martins (1997-2012)
- Peter Odetoyinbo (od 2014)